# Depressaria subalbipunctella
Depressaria subalbipunctella is een vlinder uit de familie grasmineermotten (Elachistidae). De wetenschappelijke naam is voor het eerst geldig gepubliceerd in 1981 door Lvovsky.
De soort komt voor in Europa.